# ミッドプレイス仙台
ミッドプレイス仙台（ミッドプレイスせんだい）は、宮城県仙台市青葉区五橋にある超高層マンションを含む再開発地区である。分譲マンション区域が「ミッドプレイス仙台タワー&レジデンス」と広告されている。

## 概要
東側を東八番丁、北側を新寺通、西側を東七番丁、南側を東日本旅客鉄道（JR東日本）東北本線（高架で東北新幹線）で囲まれるブロックの大半を占めたJR社宅の跡地（約1.6ha）に建設された。東北本線を挟んで西側のJT跡地には、アパグループが同様に超高層マンションを中心とする再開発「アップルタワーズ仙台」を同時期に建設している。
2005年（平成17年）10月にJR社宅跡地の入札が行われ、当初はラウンドワンが優先売買交渉権を獲得し、2006年（平成18年）には東北最大級の大型レジャー施設をオープンする計画であった。用途地域が近隣商業地域であるため建設は可能であったが、深夜営業や渋滞を懸念した周辺住民が文教地区にあることを理由に連絡協議会等で反対運動を起こし、市の反対もあって白紙撤回された。その後、2番目の入札額を提示した三井不動産および東京建物が購入・開発することになった。一方、ラウンドワンは別の出店地を求め、2009年（平成21年）4月24日、JR仙石線・苦竹駅前に開業している。
なお、三井不動産は、仙台市における都心回帰の流れに対応して、「ミッドプレイス仙台」と東北本線を挟んで南側に位置する隣接地に、地上20階・地下1階の高層マンション「パークシティ仙台五橋」（218戸）を2004年（平成16年）3月に竣工している。

## 施設
2006年（平成18年）10月以降、三井不動産の住宅事業は、三井不動産レジデンシャルに継承されているため、分譲マンション区域のミッドタワーとミッドレジデンス（および両者の共用施設）は三井不動産レジデンシャルと東京建物が売主となっている。他方、商業施設および賃貸のパークアクシス仙台は三井不動産による事業・所有となっている。

### ミッドタワー
2009年（平成21年）8月竣工。東北本線を挟んで西側の日本たばこ産業（JT）跡地には、アパグループが同程度の高さのアップルタワーズ仙台「ブローディアタワー」がある。
仙台市の環境アセスメント条例は100m以上の建造物に適用されるが、同時期に建設された高層マンションはどれも適用逃れのために100m未満ギリギリで建設されており、ミッドタワーも99.3mと、その傾向を踏襲している。

### ミッドレジデンス
2009年（平成21年）3月竣工。地上12階建て、66戸。

### 共用施設
建物としては、クラブハウス棟と自走式平面駐車場（279台）がある。

### 商業施設棟
2008年（平成20年）6月竣工。住所は仙台市若林区新寺1-8-1。「みやぎ生協新寺店」と「クリニックモール レイール新寺」(Clinic Mall REIR) が入る。有料の自走式立体駐車場（55台）も併設。
五橋地区を初めとして、近隣には次々高層マンションが建設されたが、大きな食品スーパーマーケットがなかった。そのためこの地域の住民は、仙台朝市などの旧来の市場や、少し離れた所にあるダイエー仙台店などで食料品を買い求めなくてはならず、みやぎ生協は待望の出店となった。
周辺には、仙台市立病院（2014年に長町副都心に移転）、JR仙台病院、仙台逓信病院（現・イムス明理会仙台総合病院）などの大病院があるが、クリニックモールには診療所が複数入る。

### パークアクシス仙台
「Park Axis 仙台」という名称の地上13階建て賃貸マンション。全204戸、駐車場102台。2008年（平成20年）3月竣工。

## 周辺
- 仙台青葉学院短期大学（2009年4月開校）
- 日本デザイナー芸術学院仙台校
- 宮城県仙台二華中学校・高等学校
- 仙台市立連坊小路小学校
- パークシティ仙台五橋
- ホリデイ・イン仙台
- 東横イン仙台中央1丁目1番
- アバヴィラホテル<仙台駅五橋>
- アップルタワーズ仙台
- パークハウス仙台五橋タワー
- シティタワー仙台五橋
- SS30
- 仙台トラストシティ

ほか

## アクセス
- 仙台市地下鉄南北線
  - 五橋駅より徒歩5分
  - 仙台駅より徒歩8分
- 東日本旅客鉄道（JR東日本）仙台駅東口より徒歩7分
- 仙台市地下鉄東西線・宮城野通駅より徒歩5分。